# Vărzăreștii Noi, Călărași
Vărzăreștii Noi este un sat din raionul Călărași, Republica Moldova.

## Administrație și politică
Componența Consiliului local Vărzăreștii Noi (9 consilieri), ales la 5 noiembrie 2023, este următoarea:
|  | Partid                                       | Consilieri | Componență | Componență | Componență | Componență | Componență |
|  | -------------------------------------------- | ---------- | ---------- | ---------- | ---------- | ---------- | ---------- |
|  | Partidul Acțiune și Solidaritate             | 5          |            |            |            |            |            |
|  | Coaliția pentru Unitate și Bunăstare         | 2          |            |            |            |            |            |
|  | Partidul Socialiștilor din Republica Moldova | 2          |            |            |            |            |            |

## Personalități

### Născuți în Vărzăreștii Noi
- Vladimir Ikim (n. 1940), episcop al Bisericii Ortodoxe Ruse, mitropolit de Omsk (din 2011)